# Michael Gove
Michael Andrew Gove (Edinburgh, Skócia; 1967. augusztus 26. – ) brit konzervatív párti politikus, Surrey Heath parlamenti képviselője, író, korábban a The Times  újságírója. 2017 és 2019 között Theresa May kormányában mezőgazdasági és környezetvédelmi miniszter.

## Életpályája
Tanulmányait a Robert Gordon School-ban és a Oxfordi Lady Margaret Hall-ban végezte.
Aberdeenben nőtt fel, itt kezdett újságíróként dolgozni. A 2005-ös parlamenti választáson került be a parlament alsóházába, Surrey Heath képviselőjeként. 2007-ben David Cameron árnyékkabinetjének iskolaügyi minisztere lett.
2010–2014 között David Cameron kormányában oktatási miniszter. 2014–15 között kincstári parlamenti államtitkár (politikai pozíció).
2015. május 10-től igazságügy-miniszter. A Brexit-népszavazás során a kilépést támogatta. A népszavazás után bejelentette, hogy jelöltként indul a Cameron lemondása után megválasztandó miniszterelnök posztjáért. 2016 júliusában azonban 14,6%-kal csak a harmadik lett a pártszavazáson Theresa May (50,2%) és Andrea Leadsom (20,1%) mögött. Az új miniszterelnök, Theresa May 2016 júliusában leváltotta az igazságügy-miniszteri posztról. A 2017-es parlamenti választások után, 2017 júniusától mezőgazdasági és környezetvédelmi miniszter May új kormányában.

## Magánélete
2001-ben feleségül vette Sarah Vinet.